# Hovmantorp
Hovmantorp est une localité de Suède.